# Лас Тунас (провинция)
Лас Тунас е една от провинциите на Куба. Административен център е град Виктория де Лас Тунас. Населението ѝ е 534 184 жители (по приблизителна оценка от декември 2019 г.), а площта 6593 кв. км. Намира се в часова зона UTC-5. Сформирана е през 1976 г. Телефонният ѝ код е +53 – 31.

## Административно деление
Разделена е на 8 общини. Някои от тях са:
- Лас Тунас
- Манати
- Пуерто Падре
- Хесус Менендес